# Palmer Cox

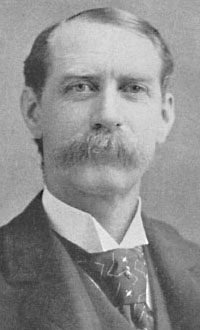
Palmer Cox

Palmer Cox (* 28. April 1840 in Québec; † 24. Juli 1924 auf Long Island) war ein kanadisch-amerikanischer Kinderbuchautor und -illustrator.

## Leben
Palmer Cox war zunächst in anderen Berufen tätig gewesen, ehe er 1863 nach San Francisco zog und zu zeichnen begann. In Kalifornien nahm er die US-amerikanische Staatsbürgerschaft an. Ab 1874 verkaufte er illustrierte Geschichten an kalifornische Zeitschriften. Ab 1875 lebte er auf Long Island; sein Atelier befand sich im Haus 656 Broadway in Manhattan. Seine bekanntesten Figuren, die Brownies, die schottischen Sagengestalten nachempfunden waren, traten zum ersten Mal im Jahr 1883 in der Kinderzeitschrift St. Nicholas auf; 1887 erschien das erste Brownie-Buch, dem bis 1918 elf weitere folgten. Insgesamt publizierte Palmer Cox 25 Bücher, davon 16 über die Brownies. Cox’ eigener Schätzung nach zeichnete er in seinem Leben über eine Million Brownies. Diese kleinen Geister hatten große, spitz zulaufende Ohren, breite Münder, die gewöhnlich lächelten, Glubschaugen und lange, dünne Beine. Sie waren nach Nationalitäten bzw. Berufsständen unterschieden; so gab es etwa einen Polizeibrownie, einen irischen, einen chinesischen und einen indischen Brownie in der entsprechenden Kleidung und schließlich auch einen Cowboybrownie, den sich Präsident Theodore Roosevelt persönlich gewünscht hatte. Die Brownies waren auch die Protagonisten in zwei Bühnenstücken, von denen eines fünf Jahre hintereinander  gespielt wurde, und tauchten auf zahlreichen Gegenständen des alltäglichen Gebrauchs auf. Unter anderem nannte George Eastman Cox zu Ehren seine viel verkaufte Boxkamera Brownie. Ab 1890 wurden Brownie-Puppen verkauft, ab 1891 weitere Spielsachen und ab 1892 Brownie-Spiele. Auch Kekse und Seife wurden mit Hilfe der Brownie-Figuren vermarktet. Cox selbst legte sich in seinen späteren Jahren neben dem Wohnsitz auf Long Island noch einen repräsentativen Wohnsitz in der Nähe seines Geburtshauses zu, den er Brownie Castle nannte.
Das Haus hat die Adresse 125 Elgin Street, Victoria Park, Granby. Es wurde nach Palmer Cox’ Plänen in den Jahren 1902 bis 1904 von seinen beiden Brüdern William und George gebaut. Brownie Castle besitzt einen achteckigen Turm, an dem eine Brownie-Fahne aufgezogen ist, sechs Treppenhäuser, 17 Zimmer, eine Brownie-Wetterfahne und ein buntes Glasfenster mit Brownie-Motiv.
Abgesehen von seinen Büchern und Comics für Kinder schuf Cox auch regelmäßig Beiträge für das Ladies Home Journal und für eine Sonntagszeitung.
Palmer Cox gehörte zu den ersten Künstlern, die ihre Werke urheberrechtlich schützen ließen; dennoch wurden zahlreiche Urheberrechtsverletzungen begangen. Eine gewisse Ähnlichkeit mit den Brownies wiesen nach den Erkenntnissen von Dorothy Jean Ray die Kinderbuchillustrationen von Florence Pretz auf, deren 1908 patentierte Glücksbringerfigur Billiken ebenfalls Züge zeigt, die schon bei den Brownies vorhanden sind.

## Mitgliedschaften
- Palmer Cox war ein aktives Mitglied im Bund der Freimaurer. Er wurde 1894 zum Logenmeister der Mission Lodge No. 169 in San Francisco gewählt.[5]